# Metatron
Metatron, cel mai mare dintre îngeri în miturile și legendele evreiești. Metatron nu este o figură a Bibliei ebraice, dar numele său apare pe scurt în mai multe pasaje ale Talmudului. Legendele sale se regăsesc cu precădere în textele Cabalei mistice. El este identificat în mod divers ca Prinț (sau Înger) al Prezenței, ca arhanghel Mihail sau ca Enoh după ascensiunea trupească în cer. El este descris în mod obișnuit ca un scrib ceresc care înregistrează păcatele și meritele oamenilor, ca un păzitor al tainelor cerești, ca mijlocitor al lui Dumnezeu cu oamenii, ca „Yahweh mai mic”, ca arhetipul omului și ca unul „al cărui nume este ca cel al stăpânului său. ” Această din urmă denumire se bazează pe numerologia ebraică: adică atunci când consoanele care constituie numele Metatron și Shaddai (Atotputernic) sunt analizate în funcție de valori numerice preasignate, fiecare nume totalizează 314.